# 接骨草
，臺灣話亦稱七葉蓮，灌木状草本植物，分布于中国华东、华中、华南、西南等地的山地。
中药拉丁名为Herba Sambuci Chinensis。

## 异名
接骨草首见于《履巉岩本草》，又名蒴藋（《名医别录》），花称为陆英（《本经》），果实称蒴藋赤子（《证类本草》）。

## 分布
分布于中国华东、华中、华南、西南等地。生长于海拔300～2600米的山坡、林下、草丛。

## 形态特征
灌木状草本植物，高可达3米。茎具棱，平滑无毛，多分枝，髓部白色。單葉生，单数羽状複葉，長椭圆状披针形，长8～15厘米，宽3～5厘米。复伞状花序顶生，花小，白色，萼5裂。浆果球形，红色，直径3～4毫米。花期8月。果期10月。
接骨草有個獨特的特點，就是“蜜杯”，在頂生複聚繖花序中，有著許多黃色或紅色的杯狀蜜線，這是它吸引無數蝴蝶沐風的原因之一。

## 药用
祛风除湿，活血散瘀。用于风湿疼痛、跌打损伤。可煎汤内服或外洗或捣烂外敷。

## 延伸阅读
[在维基数据编辑]
 《欽定古今圖書集成·博物彙編·草木典·陸英部》，出自陈梦雷《古今圖書集成》
 《植物名實圖考·陸英》，出自吳其濬《植物名實圖考》